# Franck Goddio
Franck Goddio (1947) es un arqueólogo submarino francés que entre sus mayores logros se encuentra el descubrimiento en el año 2000, en la bahía de Abukir a 6,5 kilómetros de la costa egipcia, la ciudad de Tonis-Heracleion. Actualmente dirige las excavaciones en el yacimiento sumergido de  Canopo (Egipto) y del puerto antiguo de Alejandría. También tiene en su haber numerosos hallazgos de juncos y navíos en las aguas de Filipinas, entre ellos el  galeón español San Diego.

## Biografía
Franck Goddio nació en 1947, hijo menor de Eric de Bisschop, navegante célebre por su exploración del Pacífico. Diplomado en la Escuela Nacional Francesa de Estadística y Administración Económica (ENSAE),  asesor de Naciones Unidas y del Ministerio de Asuntos Exteriores francés para asuntos económicos y financieros de Asia. También asesora al gobierno de Arabia Saudí en los aspectos relativos a los fondos para el desarrollo.
A partir de 1985 se consagra a la arqueología submarina y comienza sus primeras campañas en Filipinas. En 1987 funda el Instituto Europeo de Arqueología Submarina (IEASM) que tiene como misión buscar pecios, supervisar excavaciones submarinas, restauraciones de hallazgos, estudios y publicaciones científicas, así como su divulgación pública mediante libros, documentales y exposiciones. El IEASM está acogido a las normas de la convención 2001 de la UNESCO sobre la protección del patrimonio cultural subacuático.
En 1994, una exposición realizada en la Grande Halle de La Villette en París muestra al público los vestigios del San Diego, galeón español hundido en 1600, así como los trabajos del equipo, compuesto por documentalistas e historiadores, ingenieros, buceadores, arqueólogos, reputados científicos, dibujantes, fotógrafos y directores de cine documental.
En 2003, Goddio cofundó el Centro de Arqueología Marítima de Oxford (OCMA), que forma parte de la Universidad de Oxford. En 2018 fue nombrado profesor visitante de arqueología marítima en la Universidad de Oxford.
En 2006, es comisario de la exposición itinerante "Tesoros sumergidos de Egipto". Después de su repatriación a Egipto, algunos de los objetos fueron reensamblados para crear la exposición "Cleopatra, la búsqueda de la última reina de Egipto" y se presentaron en una gira por los Estados Unidos. En 2015, se inauguró una nueva exposición itinerante "Osiris, los misterios hundidos de Egipto".
Al mismo tiempo, continúa las excavaciones en Egipto en la bahía de Aboukir y Alejandría, así como en Filipinas.

## Descubrimientos y excavaciones arqueológicas

### Yacimientos y ciudades sumergidas

#### Puerto Este de Alejandría
Desde 1992, lleva a cabo la elaboración de un mapa de vestigios arqueológicos sumergidos en el puerto oriental de Alejandría. Descubrimiento y excavación de la isla de Antirodos, del puerto real de las galeras y de la península del Poseidio. 
- 1996 : Se hace un mapa de los restos arqueológicos submarinos en el puerto oriental. Las excavaciones descubrieron la isla de Antirhodos, el puerto real de las galeras y la península de Poseidio que forman los aposentos reales.

- 2001: El nuevo mapa de Portus Magnus se presenta en el Museo Británico como parte de la exposición « Cleopatra of Egypt, from History to Myth » (Cleopatra de Egipto, de la Historia al Mito).

- Hasta el día de hoy, continúan las excavaciones, los estudios científicos y las publicaciones en dicho lugar.

#### Bahía de Aboukir
- Desde 1998: realiza la prospección geofísica y cartográfica de los fondos de la bahía de Abukir.
- 1999 : excavaciones en el yacimiento sumergido de Canopo.
- 2000 : descubrimiento de la ciudad portuaria Thonis-Heracléion[9] a 6,5 km en el mar de la que la historia sólo había conservado algunas menciones epigráficas.
- Hasta la fecha: continuación de las excavaciones en los sitios de Canopo-Este y Thônis-Héracléion. Estudio topográfico de la ciudad y publicaciones.

### Juncos y navíos
- 1985 :  junco en el arrecife del Royal Captain Shoal procedente del periodo de la dinastía Ming (finales del siglo XVI), costa occidental de la isla de Palawan, Filipinas.
- 1986 – 1988 : descubrimiento y excavación del Griffin (siglo XVIII, buque de la Compañía Inglesa de las Indias, al sur de la isla de Mindanao, Filipinas.
- 1987 – 1990 : descubrimiento y excavación del San José, un buque español (siglo XVII), Filipinas.
- 1988 : prospección de los vestigios del Nuestra Señora de la Vida, un buque español (siglo XVII), Filipinas.
- 1989 : localización del San Bartolomé, un buque portugués hundido en 1627 cerca de las costas francesas.
- 1990 : descubrimiento y excavación del junco Investigator, del periodo de la dinastía Song (siglo XIII), al Sudoeste de la isla de Palawan, Filipinas.
- 1991 : descubrimiento y excavación del junco Breaker, del periodo de la dinastía Song (siglo XI), en la costa occidental de la isla de Palawan, Filipinas.
- 1990 – 1994 : descubrimiento y excavación del San Diego, galeón español hundido el 14 de diciembre de 1600, en la isla de Fortuna, Filipinas
- 1995 – 1996 : descubrimiento y excavación del junco San Isidro, del periodo de la dinastía Ming (hacia 1510) en las proximidades de la isla de Luzón, Filipinas.
- 1997 : descubrimiento y excavación del junco Lena (hacia 1490) frente a la isla de Busuanga, Filipinas.
- 1998 – 1999 : excavaciones arqueológicas de los vestigios de la flota de Bonaparte: el Orient, el Sérieuse y el Artémise, hundidos el 1 de agosto de 1799 en la batalla de Abukir, Egipto.
- 1999 : excepcional excavación, a más de 350 metros de profundidad, del Royal Captain, buque de la Compañía Inglesa de las Indias, hundido el 17 de diciembre de 1773 en las costas de la isla de Palawan, Filipinas.
- 1999 : descubrimiento y excavación del junco Española (hacia 1490) hundido a treinta metros de profundidad frente a la isla de Palawan, Filipinas.
- 2000 : excavación de rescate de un junco (hacia 1490), el Santa Cruz, a treinta y cinco metros de profundidad.
- 2002 : descubrimiento y excavación del Adelaide (1714), buque de la trata de esclavos, en la costa de Cuba.
- 2003 - hasta la fecha: Se siguen realizando misiones de prospección submarina utilizando nuevos dispositivos de detección geofísica a fin de profundizar en las "pistas" de investigación, guiadas por indicaciones textuales y descubrimientos arqueológicos de años anteriores.

## Museos y exposiciones
Los objetos hallados en el transcurso de las excavaciones dirigidas por Franck Goddio han enriquecido las colecciones nacionales de los países en los que se han realizado: Museo Nacional de las Filipinas, Museo de la Biblioteca Alejandrina y Museo Nacional de Alejandría. Filipinas practica la retrocesión de objetos, así que los objetos retrocedidos o bien han sido objeto de donación: Museo Naval de Madrid, Museo Guimet de Artes Asiáticas, Museo de la Marina de Port Louis, o bien participan en exposiciones

### El tesoro delSan Diego
Exposición que se presentó en París (15 de septiembre de 1994 – 15 de enero de 1995), Madrid (mayo de 1995 – octubre de 1995), Nueva York (noviembre de 1996 – febrero de 1997), Berlín (junio – octubre de 1997), Manila (febrero – abril de 1998).

### Tesoros sumergidos de Egipto[10]
Una selección de casi 500 objetos, que se cuentan entre los más bellos y más importantes en el plano histórico, exhumados en el transcurso de las excavaciones realizadas en la bahía de Abukir y en el puerto oriental de Alejandría fue mostrada en una exposición itinerante que ha recorrido Berlín (abril – septiembre de 2006), París (diciembre de 2006 – marzo de 2007),  Bonn (abril de 2007 – enero de 2008), Madrid (abril – diciembre de 2008) y Turín (febrero – mayo de 2009).

### Cleopatra, La búsqueda de la última reina de Egipto
Los objetos de los tesoros hundidos de Egipto relacionados con los Ptolomeos forman parte de una nueva exposición presentada en las principales ciudades norteamericanas13. Filadelfia, PA ( junio de 2010 - enero de 2011); Cincinnati, OH (febrero - septiembre de 2011); Milwaukee, WI (octubre de 2011 -  abril de 2012); Los Ángeles, CA (mayo de 2012 - 31 de diciembre de 2012).

### «Osiris, Misterios Hundidos de Egipto»[12]
Más de 290 piezas, la mayoría de ellas procedentes de excavaciones submarinas recientes del IEASM y de Franck Goddio en la bahía de Aboukir, se presentaron del 7 de septiembre de 2015 al 6 de marzo de 2016 en la exposición temporal "Osiris, el misterio hundido de Egipto " en el Instituto del Mundo Árabe en París. Alrededor de cuarenta obras maestras de los museos de El Cairo y Alejandría completaron la exposición - piezas raras, nunca antes vistas en Francia y algunas de las cuales salieron de Egipto por primera vez.

#### Ciudades hundidas, los mundos perdidos de Egipto
La exposición "Osiris, los misterios hundidos de Egipto" se presentó también en el Museo Británico, en una versión complementada con algunas piezas del Museo Británico, del 19 de mayo al 27 de noviembre de 2016 bajo el título "Ciudades hundidas, los mundos perdidos de Egipto" (Sunken Cities, Egypt's lost Worlds). El catálogo de la exposición fue seleccionado para la lista del Libro del Año en el suplemento literario del Times (TLS). La exposición se instaló luego en Zúrich en el Museo Rietberg (febrero-julio de 2017); en Saint Louis (M0, EE. UU.) en el Saint Louis Art Museum (marzo-septiembre de 201821); en Mineápolis (MN, EE. UU.) en el Minneapolis Institute of Art (noviembre de 2018-abril de 2019); en Simi Valley (CA, EE. UU.) en la Ronald Reagan Presidential Library and Museum (octubre de 2018-abril de 2019) y en el Museo de Bellas Artes de Virginia (VA, EE. UU.) en Richmond (julio de 2020-enero de 2021).

## Publicaciones (selección)
Egipto
- Goddio, Franck, "Cartographie des vestiges archéologiques submergés dans le port d’Alexandrie et dans la rade d’Aboukir",  in L’Erna di Bretschneider, Roma, 1995, 172-175., Atti del II Congresso Internazionale Italo-Egiziano: Allessandria e il mondo ellenistico-romano.
- A. y E. Bernand, J.Yoyotte, F. Goddio et al.,Alexandria, the Submerged Royal Quarters, Londres, 1998,  ISBN  1-902699-00-9 ;
- A. Bernand, Franck Goddio L’Égypte engloutie, Alexandrie, París, 2002, ISBN  2-84567-106-7;
- Goddio, Franck, "The Topography and Excavation of Heracleion-Thonis and East Canopus (1996-2006) - Underwater Archaeology in the Canopic Region", Oxford, Oxford Center for Maritime Archaeology at the School of Archaeology, 2007, ISBN  978-0-9549627-3-9;
- Franck Goddio, Underwater Archaeology in the Canopic Region: Topography and Excavations, OCMA, Institute of Archaeology, University of Oxford, 2007, ISBN  978-0-954962739 ;
- Franck Goddio et al. Tesoros sumergidos de Egipto – Catálogo de la exposición, Madrid 2008 ISBN  978-3-7913-4009-8 ;
- Goddio, Fanck, "Heracleion-Thonis and Alexandria, two ancient Egyptian emporia", in Maritime Archaeology and Ancient Trade in the Mediterranean, Oxford, Oxford Center for Maritime Archaeology, 2011 , p. 121-137, Conference Proceedings, Madrid, 2008. ISBN  978-1-905905-17-1;
- Zahi Hawass, Franck Goddio, Cleopatra, The Search for the last Queen of Egypt, Washington, National Geographic, 2010, Catálogo de la exposición en Estados Unidos ISBN  978-1-426207518 ;
- Goddio, Franck, "Geophysical survey in the submerged Canopic Region", in Alexandria and the North-Western Delta, Oxford, Oxford Center for Maritime Archaeology, 2010, p. 3-13, Joint Conference Proceedings of Alexandria City and Harbour (Oxford 2004) and the Trade and Topography of Egypt’s North-Western Delta (Berlin 2006). ISBN  978-1-905905-14-0;
- Goddio, Franck, "The Naos of the Decades Reconstituted", in Proceedings of the 1st Egyptological conference of the Patriarchate of Alexandria : 6th May 2011, 2011
- Goddio, Franck, "The sacred topography of Thonis-Heracleion ", in Thonis-Heracleion in context,  Oxford, Oxford Center for Maritime Archaeology,  2015, p. 15-54, Conference Proceedings Oxford 2013.  ISBN   9781905905331;
- Franck Goddio y David Fabre, Osiris, Mystères engloutis d'Égypte, Paris, 2015 Catálogo de la exposición ISBN 978-2-0813-6664-0
- Franck Goddio y Aurélia Masson-Berghoff, Sunken cities, Egypt's lost worlds, Thames & Hudson in cooperation with the British Museum, 2016, ISBN 978-0500-29237-2
- Sylvie Cauville y Franck Goddio, De la Stèle du Satrape (ligne14-15) au temple de Kom Ombo, in Göttinger Miszellen, Beiträge zur ägyptologischen Diskussion (Helft 253/2017, N° 950), p. 45-54.
- Goddio, F., Bomhard, A.-S. von, Grataloup, C., "Thônis-Héracléion, mémoire et reflets de l'histoire saïte", in The Journal of Egyptian Archaeology.  New-York, Sage Publications, Ltd.  2020

Juncos y navíos
- Goddio, Franck,  Jay Guyot de Saint Michel, Evelyne,  "18th Century Relicts of the Griffin Ship Wreck ",      Lausanne, WWF, 1986, Catálogo de la exposición en el Museo Nacional de Filipinas en Manila.
- Goddio, F.,  Jay Guyot de Saint Michel, E.,"Century Relics of the Griffin Shipwreck", Lausanne, WWF,1988 ISBN  971-91116-1-5;
- Desroches, J-P, Goddio F., L'Hour, M., Dupoizat M-F, Pourvoyeur P., El San Diego, un tesoro bajo el Mar,  CEPSA, 1995.
- Goddio, F., Jay-Guyot de Saint Michel, E., "Griffin - On the Route of an Indiaman", London, Periplus Publishing Ltd, 1999, ISBN  1-902699-02-5;
- Goddio, Franck, "Jonque de Lena et le vaisseau Royal Captain", in TAOCI,2000, actes du deuxième colloque de la Société française d’études de la Céramique oriental,  "Céramique du fond des mers", 23-24 novembre 2000, Paris.  ISBN  2-86805-102-2;
- Goddio, Franck, Crick, Monique  ,  "Sunken Treasure. Chinese Ceramics from the Lena Cargo ",      London, Periplus Publishing Ltd.,   2000  , Catalogue de l’exposition de Londres et Genève.  ISBN  1-902699-22-X;
- Goddio, Franck,  Crick, Monique, "Trésor englouti. Céramiques chinoises du XVe siècle provenant de la jonque Lena ",Genève, Collection Baur, 2001, Suplemento en francés del catálogo de la exposición "Sunken Treasure".
- Goddio, F., Crick, M., Pierson, S., Scott, R., Lan, P.,  "Lost at sea - The strange route of the Lena shoal Junk", London, Editions Periplus Publishing London Ltd., 2002, ISBN : 1-902699-35-1 / 1-902699-00-X}};

para los jóvenes
- Camille von Rosenschild, bajo la dirección científica de Franck Goddio, Illus. R. Vigourt, "Osiris les Mystères engloutis d'Égypte", París, De La Martinière jeunesse, 2015
- Meyer-Bianchi, M., Goddio, F. (éd.), "The Treasures of the Seven Seas - Cleopatra and the Mystery of the San Diego", Munich, Prestel Vlg 2010, ISBN : 3-7913-3634-7
- Isaline Aubin, C. Devaux, bajo la dirección científica de Franck Goddio, "2000 años bajo el Mar - Un arqueologo submarino en Egipto", Barcelona, Oniro, 2008

## Filmografía
- National Geographic Drain Egypt's Sunken City, USA, May 2020
- CNN The Wonder List with Bill Weir, October 2017
- CNN Inside Africa, CNN International, June 2018
- BBC: Swallowed by the Sea - Ancient Egypt's Greatest Lost City : documentaire produit par STV, octobre 2014
- ARTE : Cités englouties, Thônis-Héracleion en Égypte, documentaire réalisé par Hofrichter-Jacobs, mai 2013
- Le trésor du San Diego : documental producido por TF1 ;

- Serie de documentales producida por Discovery Channel y difundida por el mundo entero :
  - Alexandrie, la cité engloutie ;
  - Aboukir ou le rêve brisé de Bonaparte ;
  - L’or blanc du Royal Captain ;
  - Alexandrie, le mystère d’une disparition ;

- Dans le sillage des jonques : documental producido por Point du Jour y France 5. Premio del Patrimonio Marítimo, Festival international du film maritime, d'exploration et d'environnement, Toulon 2004 ;

- En colaboración con Spiegel TV (Alemania):
  - China’s Erben – Handelskrieg auf hoher See (La herencia china – guerra comercial en alta mar): documental producido por Spiegel TV, emitido en Alemania por ZDF, septiembre de 2004 ;
  - Entdecker am Meeres Grund (Descubridor de fondos marinos): documental sobre la exposición Tesoros sumergidos de Egipto, las excavaciones, la restauración de los objetos, el diseño y el montaje de la exposición.

- DVD de la exposición  Tesoros sumergidos de Egipto  específico para cada exposición:
  - Franck Goddio : Auf den Spuren versunkener Schätze, Spiegel TV, ISBN  3-937901-24-8 ;
  - Trésors engloutis d’Égypte, Point du Jour/Naïve, coproducción con Spiegel TV, France 5 y France 3;
  - Tesoros sumergidos de Egipto, Spiegel TV.

## Condecoraciones
- Legión de Honor[19]
- Orden Nacional del Mérito